# اسحاق لیهاجی
اسحاق لیهاجی (انگلیسی: Isaac Lihadji؛ زادهٔ ۱۰ آوریل ۲۰۰۲) بازیکن فوتبال اهل فرانسه است که در پست مهاجم برای باشگاه الدحیل بازی میکند.